# Kirche Kumehnen
Die Kirche in Kumehnen war bis 1945 das evangelisch-lutherische Gotteshaus des heute Kumatschowo genannten Ortes in der russischen Oblast Kaliningrad (Gebiet Königsberg (Preußen)). Es handelt sich um einen gotischen Ziegelbau aus dem Ende des 14. Jahrhunderts, der heute nur noch als Ruine erhalten ist.

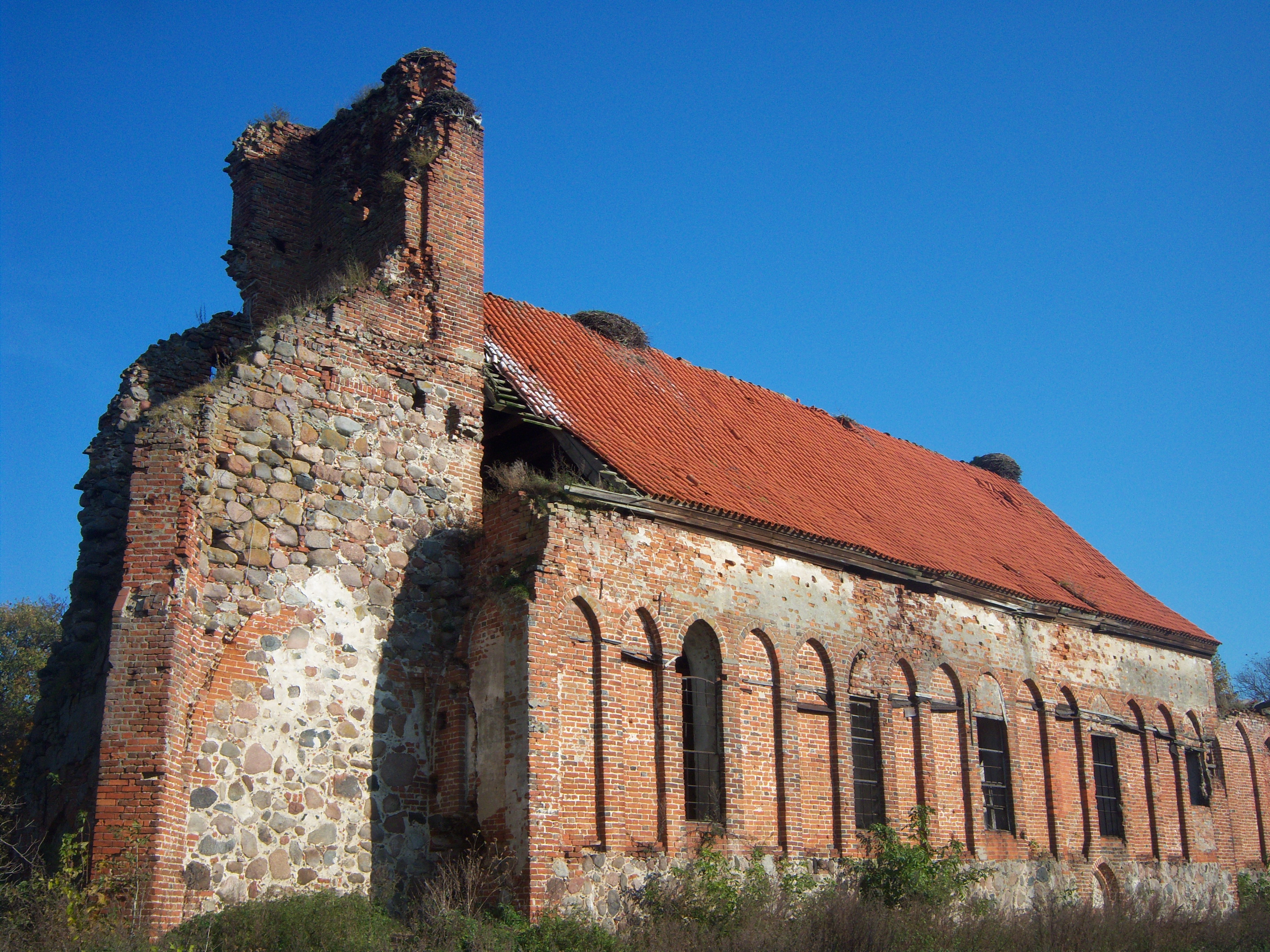
Die Kirchenruine in Kumehnen im Jahre 2011

## Geographische Lage
Der Kirchort liegt im mittleren Teil des ostpreußischen Samlandes und ist 22 Kilometer von der heutigen Oblasthauptstadt Kaliningrad (Königsberg) entfernt. Bis 1945 gehörte das Dorf zum Landkreis Fischhausen im Regierungsbezirk Königsberg der Provinz Ostpreußen im Deutschen Reich. Unter russischer Verwaltung ist der Ort heute dem Rajon Selenogradsk (Kreis Cranz) zugeordnet. Durch die Ortschaft verläuft eine Hauptstraße in Ost-West-Richtung, die Cholmogorowka (Fuchsberg) an der Fernstraße Kaliningrad–Selenogradsk mit Kruglowo (Polennen) an der russischen Fernstraße A 192 verbindet. Die nächste Bahnstation ist der Ostanowotschny punkt „O.p. 20 km“ in Pereslawskoje (Drugehnen) an der Bahnstrecke Kaliningrad–Swetlogorsk (Königsberg–Rauschen), der einstigen Samlandbahn.

## Kirchengebäude

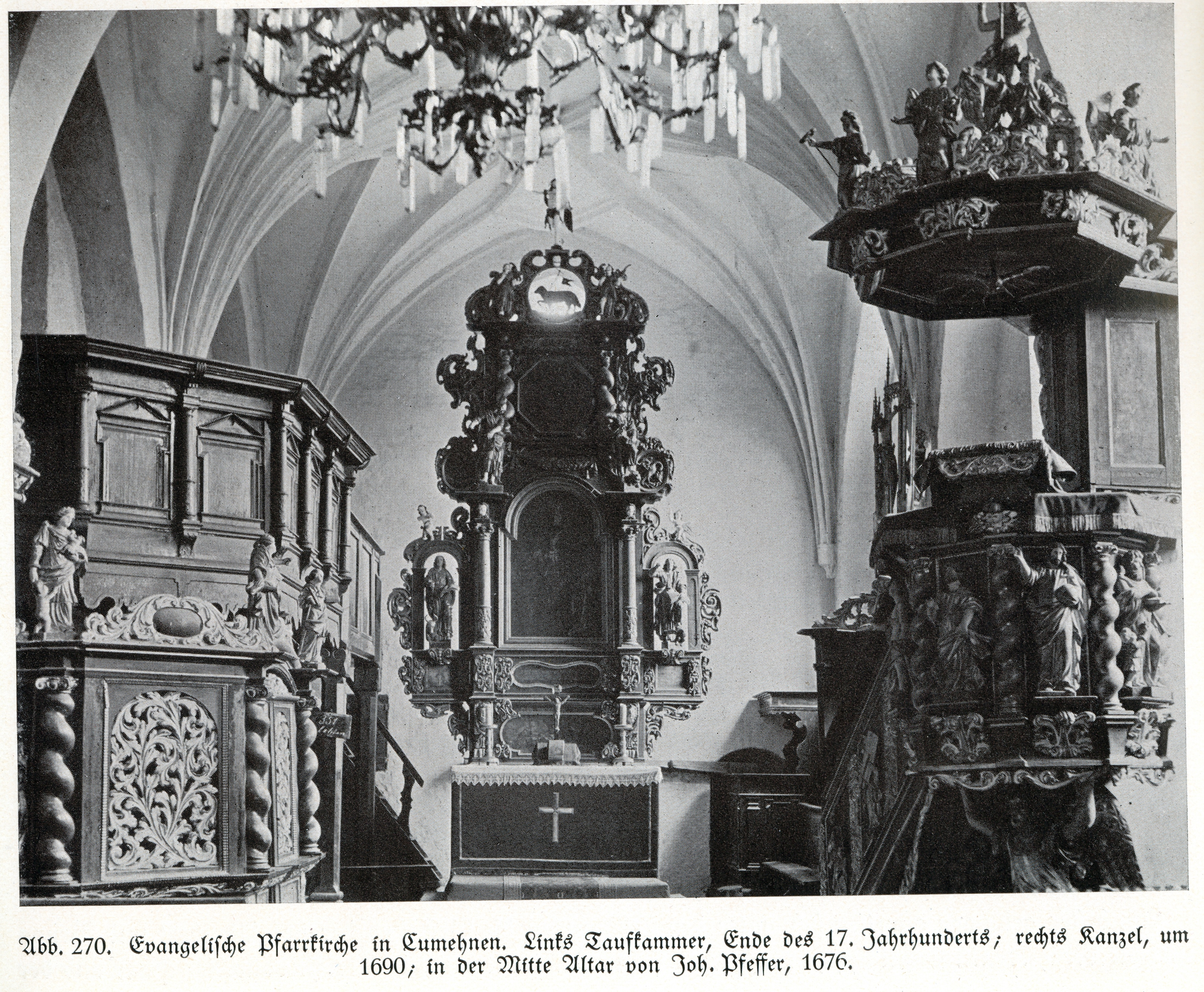
Blick in Richtung Altar, vor 1930

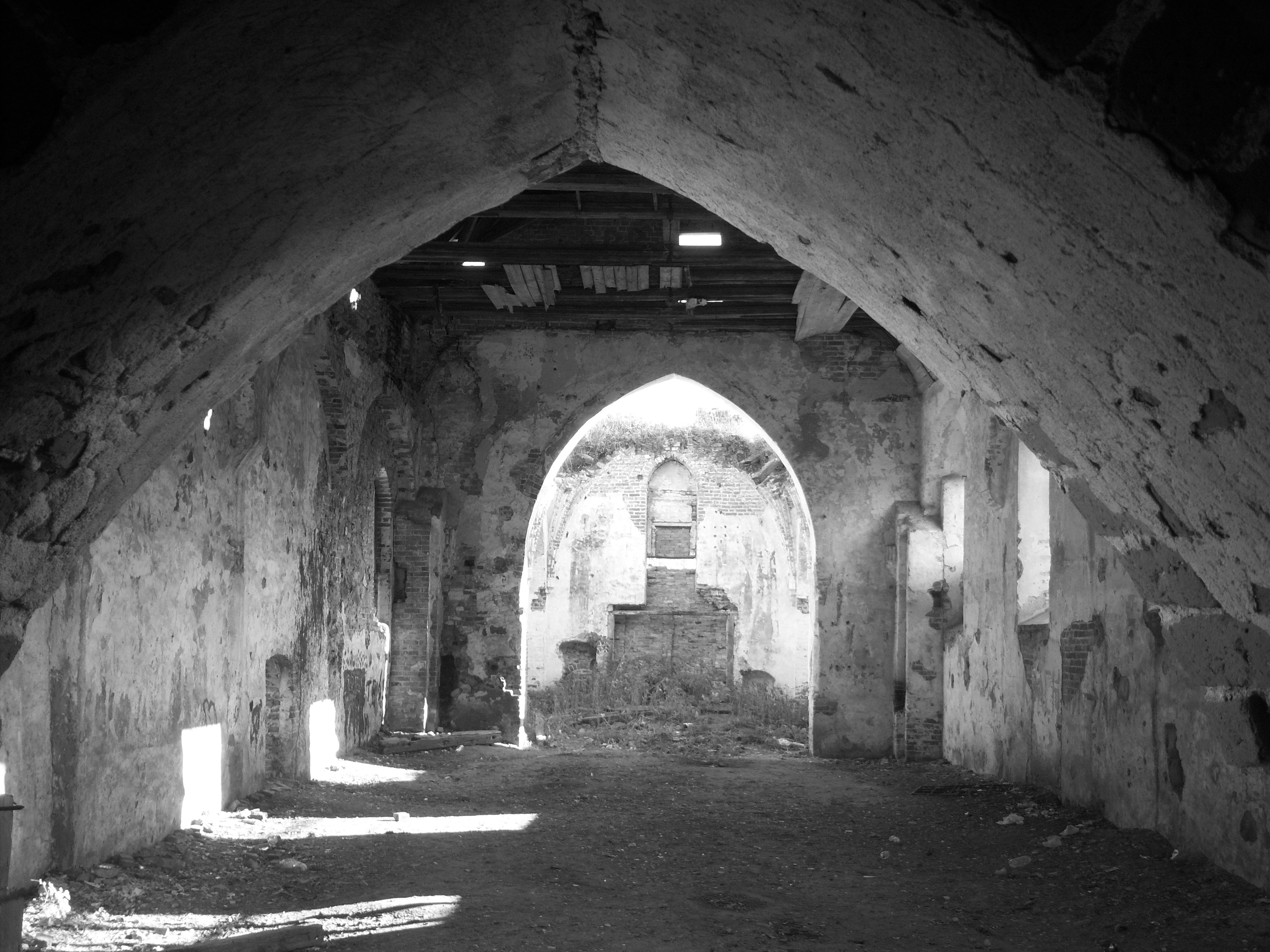
Gleiche Blickrichtung im Jahr 2011

Die Kumehner Ordenskirche stammt aus der Gründungszeit des Dorfes während der Amtszeit des Bischofs Heinrich II. Kuwal von Samland (1387–1395). Das etwas niedrige Kirchenschiff auf Feldsteinsockel entstand etwa im Jahr 1390. Der schmale rechteckig geschlossene Chor bestand wohl schon früher als Kapelle und ist somit der älteste Teil der Kirche. Die Sakristei mit Tonnengewölbe wurde im Laufe des 15. Jahrhunderts errichtet. Die Nordwand der Kirche hat keine Fenster, die Südfassade und die Chorwände wurden durch eine Reihe spitzbögiger Blenden gegliedert.
Der Unterbau des Turms entstand, zusammen mit dem Langhaus, aus Feldstein mit Backstein gemischt. Noch vor Ende des 15. Jahrhunderts erhielt der Turm durch Backsteine eine Erhöhung um ein Stockwerk.
Das ursprünglich aus fünf Jochen bestehende eingewölbte Kirchenschiff wurde nach Einsturz des Sterngewölbes 1640 mit einer flachen, elliptisch gebogenen Holzdecke abgeschlossen. Im Rahmen der Aufbauarbeiten wurde 1643 eine Empore an der Nordwand eingezogen. Im Jahre 1704 erfolgte die Bemalung der Holzdecke mit biblischen Motiven.
Die reichhaltige Innenausstattung der Kirche beinhaltete wertvolle Stücke aus dem Mittelalter, so ein aus Granit gearbeitetes Taufbecken der Ordenszeit mit  einer Taufschale aus dem 15. Jahrhundert, sowie gotisches Gestühl. Aus derselben Zeit stammten die kunstvoll geschnitzten und mit markanten Schlössern versehenen Türen. Reste mittelalterlicher Wandmalereien konnten unter der Tünche ausgemacht werden.
Der Wandaltar wurde 1676 von dem Königsberger Bildhauer Johann Pfeffer entworfen und ist mit Säulen, Ohrmuschelwerk und anderem geschnitzten Zierwerk versehen. Die Kanzel und eine hölzerne Taufkammer entstanden ebenso Ende des 17. Jahrhunderts. Johann Josua Mosengel baute 1695/97 eine Orgel mit einem Manual ohne Pedal, welches 1715 ergänzt wurde. Die Orgel wurde durch ein Werk des Max Terletzki aus Königsberg (Preußen) von 1884 im vorhandenen Gehäuse ersetzt. Zwei der drei Glocken wurden um die Mitte des 18. Jahrhunderts in Königsberg gegossen, die älteste stammte aus der Ordenszeit.
Trotz heftiger Kämpfe um den nahegelegenen Galtgarben blieb die Kirche im Zweiten Weltkrieg nahezu unversehrt. Lediglich der Turm wurde 1945 beschädigt. In den 1950er Jahren wurde er abgetragen. Nach 1945 wurde die Kirche zweckentfremdet als Lagerhalle genutzt und verfiel zunehmend. Vom Unterbau war 1989 die Westseite eingestürzt, vom Oberbau steht noch die Ostseite. Vom Chor ist das Dach eingestürzt, ebenso ein Joch. Das Dach des Kirchenschiffs zeigt starke Verfallsspuren. Die Ausstattung des Gotteshauses ist vernichtet.
Seit 2009 besteht die Möglichkeit zur Restaurierung des Bauwerks, das als Projekt des Denkmalamtes in ein Programm der Restaurierungen in großem Rahmen aufgenommen wurde. Auch finanzielle Mittel wurden in Aussicht gestellt. Der Architekt Manfred Thon hat bereits im Februar 2005 ein Sicherungskonzept für die Kumehner Kirche erstellt, an einem Nutzungskonzept wird noch gearbeitet. Im Jahr 2000 gründete sich ein Förderverein Kumehnen/Kumatschjowo e. V., der das Gotteshaus vor dem völligen Verfall bewahren wollte. Der Verein hat seine Tätigkeit mittlerweile eingestellt, nachdem mit der Russisch-Orthodoxen Kirche als dem neuen Eigner des Gebäudes und den örtlichen Behörden keine Einigung über den Fortgang der Restaurierungsarbeiten erzielt werden konnte.

## Kirchengemeinde
Kumehnen war bereits in der Zeit vor der Reformation ein Kirchdorf, das genau in der Mitte des Samlandes liegt und dessen Pfarrei durch das Alkgebirge in einen Ost- und einen Westbereich geteilt wurde. Im 14. Jahrhundert wurde das Kirchspiel vom Pfarrer in Medenau (heute russisch: Logwino) betreut. Die Reformation hielt hier bereits relativ früh Einzug. Bis 1945 gehörte das Kirchspiel zum Kirchenkreis Fischhausen (heute russisch: Primorsk) in der Kirchenprovinz Ostpreußen der Kirche der Altpreußischen Union. Im Jahre 1925 waren im Kirchspiel Kumehnen 2328 Gemeindeglieder registriert.

### Kirchspielorte
Zum Kirchspiel Kumehnen gehörten vor 1945 mehr als zwanzig Ortschaften (* = Schulorte):
| Name           | Russischer Name |               | Name                            | Russischer Name |
| -------------- | --------------- | ------------- | ------------------------------- | --------------- |
| Dallwehnen     | Kamyschinka     |               | *Kumehnen                       | Kumatschowo     |
| Drebnau        | Seljony Gai     | Marienhof     | Nowo-Pereslawskoje              |                 |
| Drugehnen      | Pereslawskoje   | Nastrehnen    | Kamyschinka                     |                 |
| Galtgarben     |                 | Pentekinnen   |                                 |                 |
| Groß Drebnau   | Seljony Gai     | *Pojerstieten | Kolodzy                         |                 |
| *Groß Ladtkeim | Jasnowka        | Prilacken     | Bratskoje                       |                 |
| Hortlauken     |                 | Reessen       |                                 |                 |
| Kalk           |                 | *Seefeld      | Prostornoje                     |                 |
| Klaukinnen     |                 | Siegesdicken  |                                 |                 |
| Klein Drebnau  | Molotschnoje    | Spallwitten   |                                 |                 |
| Klein Ladtkeim |                 | Taplacken     | Talpaki                         |                 |
| Kobjeiten      |                 | Wernershof    |                                 |                 |
| Kotzlauken     | Tumanowka       | *Wiekau       | Chrustalnoje, jetzt: Kolossowka |                 |

### Pfarrer

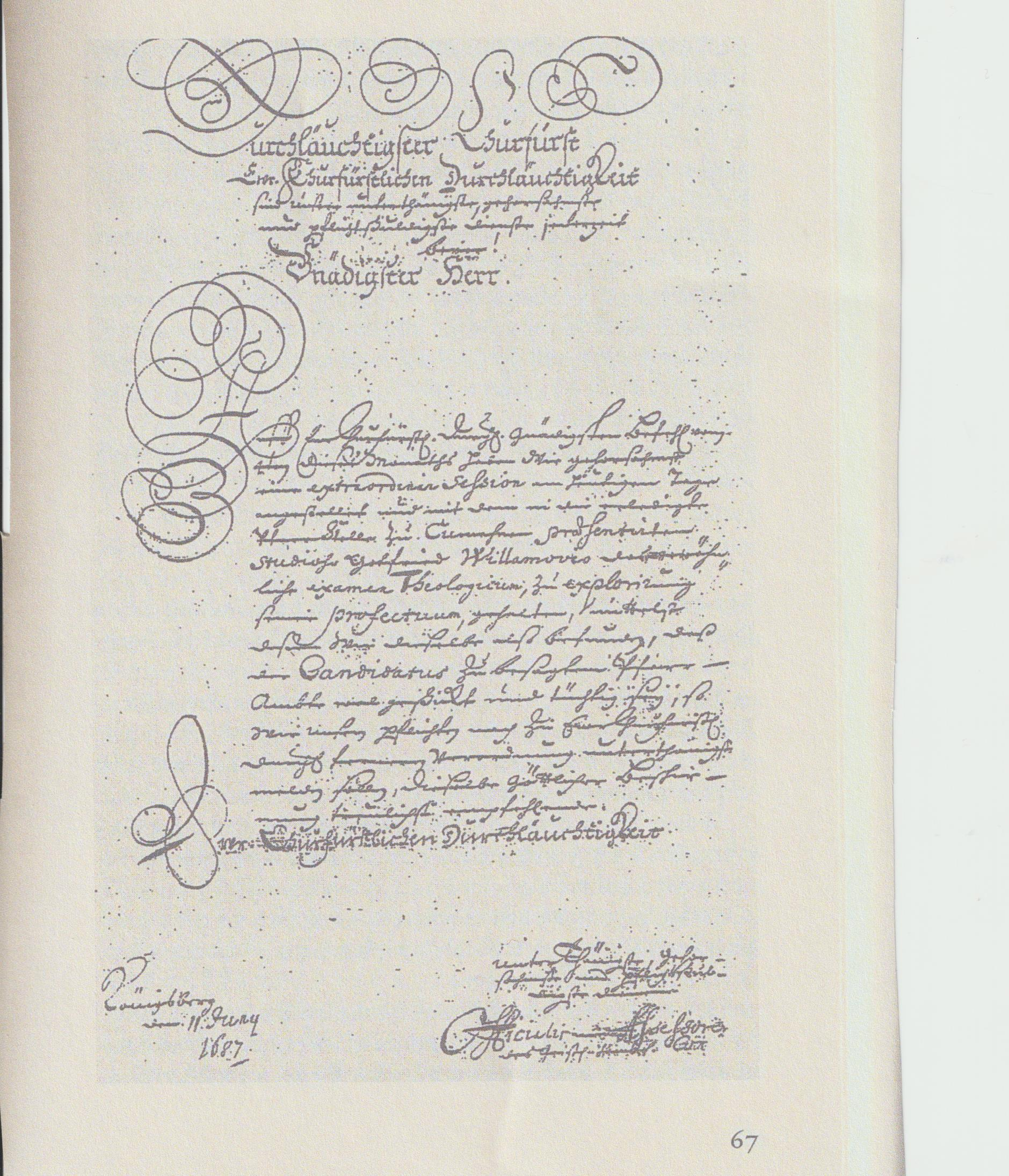
Ordination Gottfried Willamowius

Von der Reformation bis 1945 amtierten als evangelische Geistliche 24 Pfarrer:
| - NN. - Nicolaus Jagenteufel, 1552 - Michael Möller, ab 1553 - Michael Beer, bis 1564 - Johann Gebhard, 1564–1602 - N. Berger, 1602 - Hieronymus Mörlin, 1602–1620 - Georg Martini, 1620–1626 - Nicolaus Cuderus, 1626–1656 - Joachim Settegast, 1656–1665 - Heinrich Settegast, 1665–1687 - Gottfried Willamowius, 1687–1726 | - Johann Christian Maraun, 1726–1747 - Johann Gottfried Kirschkopf, 1747–1748 - Michael Theodor Nagel, 1748–1780 - Johann Christian Emmerich, 1780–1782 - Coelestin Casper Richter, 1782–1815 - Carl Sigismund Kepper, 1815–1820 - Gottfried Laudien, 1820–1824 - Hans Karl Eduard Raebel, 1825–1843 - Carl Friedrich E. Landmann, 1844–1871 - Carl Eduard Lade, 1871–1911 - Alfred Paetzel, 1911–1938 - Herbert Knoblauch, 1938–1945 |

### Kirchenbücher
Folgende Kirchenbücher des Kirchspiels Kumehnen haben sich erhalten und werden im Evangelischen Zentralarchiv in Berlin-Kreuzberg aufbewahrt:
- Taufen: 1895 bis 1940
- Trauungen: 1807 bis 1944
- Begräbnisse: 1865 bis 1885.